# Plinthisus
Plinthisus is een geslacht van wantsen uit de familie bodemwantsen (Lygaeidae). Het geslacht werd voor het eerst wetenschappelijk beschreven door Stephens in 1829.

## Soorten
Het genus bevat de volgende soorten:

- Plinthisus americanus Van Duzee, 1910
- Plinthisus brevipennis (Latreille, 1807)
- Plinthisus chilensis Slater, 1971
- Plinthisus compactus (Uhler, 1904)
- Plinthisus hebeiensis Zheng, 1981
- Plinthisus hirtus Zheng, 1981
- Plinthisus indentatus Barber, 1918
- Plinthisus longisetosus Barber, 1918
- Plinthisus maculatus (Kiritshenko, 1931)
- Plinthisus martini Van Duzee, 1921
- Plinthisus neotropicalis Slater, 1971
- Plinthisus pallidus Barber, 1918
- Plinthisus patruelis Horvath, 1914
- Plinthisus scutellatus Zheng, 1981
- Plinthisus yunnanus Zheng, 1981

Subgenus Dasythisus Wagner, 1964
- Plinthisus bembidioides Josifov & Kerzhner, 1978
- Plinthisus japonicus (Hidaka, 1962)
- Plinthisus kanyukovae Vinokurov, 1981
- Plinthisus lativentris Horvath, 1906
- Plinthisus vestitus Jakovlev, 1889

Subgenus Isioscytus Horváth, 1876
- Plinthisus andalusicus Wagner, 1963
- Plinthisus himyaritus Linnavuori, 1978
- Plinthisus minutissimus Fieber, 1864
- Plinthisus ptilioides Puton, 1874
- Plinthisus reyi Puton, 1882
- Plinthisus saundersi Horváth, 1893

Subgenus Locutius Distant, 1918
- Plinthisus daneghanus Linnavuori & Harten, 2000
- Plinthisus woodwardi Slater & Sweet, 1977

Subgenus Nanoplinthisus Wagner, 1963
- Plinthisus acrocephalus Slater & Sweet, 1977
- Plinthisus bassianus Slater & Sweet, 1977
- Plinthisus cerinus V. G. Putshkov, 1976
- Plinthisus dampieris Slater & Sweet, 1977
- Plinthisus fasciatus Horváth, 1882
- Plinthisus flindersi Slater & Sweet, 1977
- Plinthisus grossi Slater & Sweet, 1977
- Plinthisus laevigatus Puton, 1884
- Plinthisus magnieni Péricart & Ribes, 1994
- Plinthisus megacephalus Horváth, 1876
- Plinthisus mullewa Slater & Sweet, 1977
- Plinthisus nudus Slater & Sweet, 1977
- Plinthisus perpusillus Wagner, 1963
- Plinthisus pilosellus Horváth, 1876
- Plinthisus platycephalus Slater & Sweet, 1977
- Plinthisus pygmaeus Horváth, 1882
- Plinthisus reticulatus Slater & Sweet, 1977
- Plinthisus sericeus Slater & Sweet, 1977
- Plinthisus soongoricus Kerzhner, 1962
- Plinthisus subtilis Horvath, 1881
- Plinthisus tindalis Slater & Sweet, 1977

Subgenus Plinthisomus Fieber, 1864
- Plinthisus pusillus (Scholz, 1847)

Subgenus Plinthisus Stephens, 1829
- Plinthisus angulatus Horváth, 1876
- Plinthisus australiensis Slater & Sweet, 1977
- Plinthisus brevipennis (Latreille, 1807)
- Plinthisus canariensis Wagner, 1963
- Plinthisus cautus Popov, 1965
- Plinthisus convexus Fieber, 1864
- Plinthisus coracinus Horváth, 1876
- Plinthisus flavipes Fieber, 1861
- Plinthisus joridiribesi Rieger & Pagola-Carte, 2011
- Plinthisus kangarooensis Slater & Sweet, 1977
- Plinthisus lepineyi Vidal, 1940
- Plinthisus longicollis Fieber, 1861
- Plinthisus major Horváth, 1876
- Plinthisus marginatus Ferrari, 1874
- Plinthisus mehadiensis Horváth, 1881
- Plinthisus obsoletus Horvath, 1886
- Plinthisus parvulus Kerzhner, 1962
- Plinthisus putoni Horváth, 1876
- Plinthisus tasmaniensis Slater & Sweet, 1977